# سحرگاه (فیلم ۱۹۸۵)
«سحرگاه» (فرانسوی: L'Aube‎) یک فیلم به کارگردانی میکلوش یانچو است که در سال ۱۹۸۵ منتشر شد. از بازیگران آن می‌توان به سرژ آویدیکیان، مایکل یورک، و فیلیپ لئوتار اشاره کرد.